# Лилея
Лилея — одна из наяд (нимфы водной стихи) в греческой мифологии. По словам Павсания, была дочерью речного бога Кефиса.
Один из городов Фокиды в Греции и астероид главного пояса (213) Лилея, открытый в 1880 году названы в честь неё. Кроме того, латинский вариант этого слова (Lilaea) является названием рода одного из водных растений.